# Kyliex2008
KylieX2008 var en konsertturné under 2008 av och med den australiska sångerskan Kylie Minogue. Turnén genomfördes efter att Minogue släppt sitt tionde album X. Turnén fortsatte år 2009 då hon gjorde en avskalad version av turnén på olika festivaler.

## Showen och dess akter

### Xlectro Static
Showen började med "Speakerphone" där Kylie sjöng på en stor ring. Efter det sjöng hon "Can't Get You Out of My Head", "Ruffle My Feathers" samt "In Your Eyes", som avslutade första akten.

### Cheer Squad
Medan Kylie byter kläder framför dansarna en hejarklacksramsa. Den ramsan leder till "Heart Beat Rock" vilken följs av "Wow" och "Shocked".

### Beach Party
En video visar Kylie och hennes dansare på ett fartyg. Hon sjunger "Loveboat" och när hon sjunger "Copacabana" agerar hennes dansare ut texten. Denna akt slutas med "Spinning Around".

### Xposed
En video spelas som leder till "Like a Drug". Den framför hon sittande på en discokula formad som en gigantisk dödskalle som hänger ner från taket. "Slow" framförs med ett litet klipp från "Free" som hon har framfört bara en gång tidigare (1998 på Intimate and Live Tour). Detta nummer leder till "2 Hearts" där kompbandet kommer fram på scenen till Kylie.

### Naughty Manga Girl
Medan hon byter kläder så spelas en video där hon mimar till "Sometime Samurai" klädd som en Geisha. Efter det sjunger hon "Come into My World", "Nu-di-ty" och "Sensitized".

### Starry Nights
Kylie framför "Flower" och "I Believe in You" utan dansare och effekter. Den senare framförs som en ballad. 

### Black Versus White
Medan Kylie byter kläder framför dansarna en gammaldags bal. Kylie sjunger "On a Night Like This", "Your Disco Needs You" och "Kids" i ett svartvitt-tema. Sedan sjunger hon "Step Back in Time" och "In My Arms" i färg-tema. Detta ska föreställa hur tiderna progresserar från 1920-talets svart-vitt till dagens/framtidens färg.

### Avslutning
Som avslutning på showen varierade Kylie låtvalet. Hon varierade mellan låtarna "No More Rain", "The One", "All I See", "Love at First Sight" och "I Should Be So Lucky". Ibland kunde hon sjunga alla fem ibland bara en, beroende på hur entusiastisk publiken var.

## Låtlista
Följande låtar framfördes under hennes besök i Globen i Stockholm 11 juni. 
Akt 1: Xlectro Static
- "Speakerphone"
- "Can't Get You Out of My Head"
- "Ruffle My Feathers" (outgiven låt från albumet X)
- "In Your Eyes"

Akt 2: Cheer Squad
- "Heart Beat Rock"
- "Wow"
- "Shocked"

Akt 3: Beach Party
- "Loveboat"
- "Copacabana"
- "Spinning Around"

Akt 4: Xposed
- "Like a Drug"
- "Slow"
- "2 Hearts"

Akt 5: Naughty Manga Girl
- "Sometime Samurai" (Videoprojektion)
- "Come into My World"
- "Nu-di-ty"
- "Sensitized"

Akt 6: Starry Nights
- "Flower" (outgiven låt från albumet X)
- "I Believe in You" (Balladversion)

Akt 7: Black Versus White
- "On a Night Like This"
- "Your Disco Needs You"
- "Kids"
- "Step Back In Time"
- "In My Arms"

Avslutning
- "No More Rain"
- "Love at First Sight"
- "I Should Be So Lucky"

## Konserter

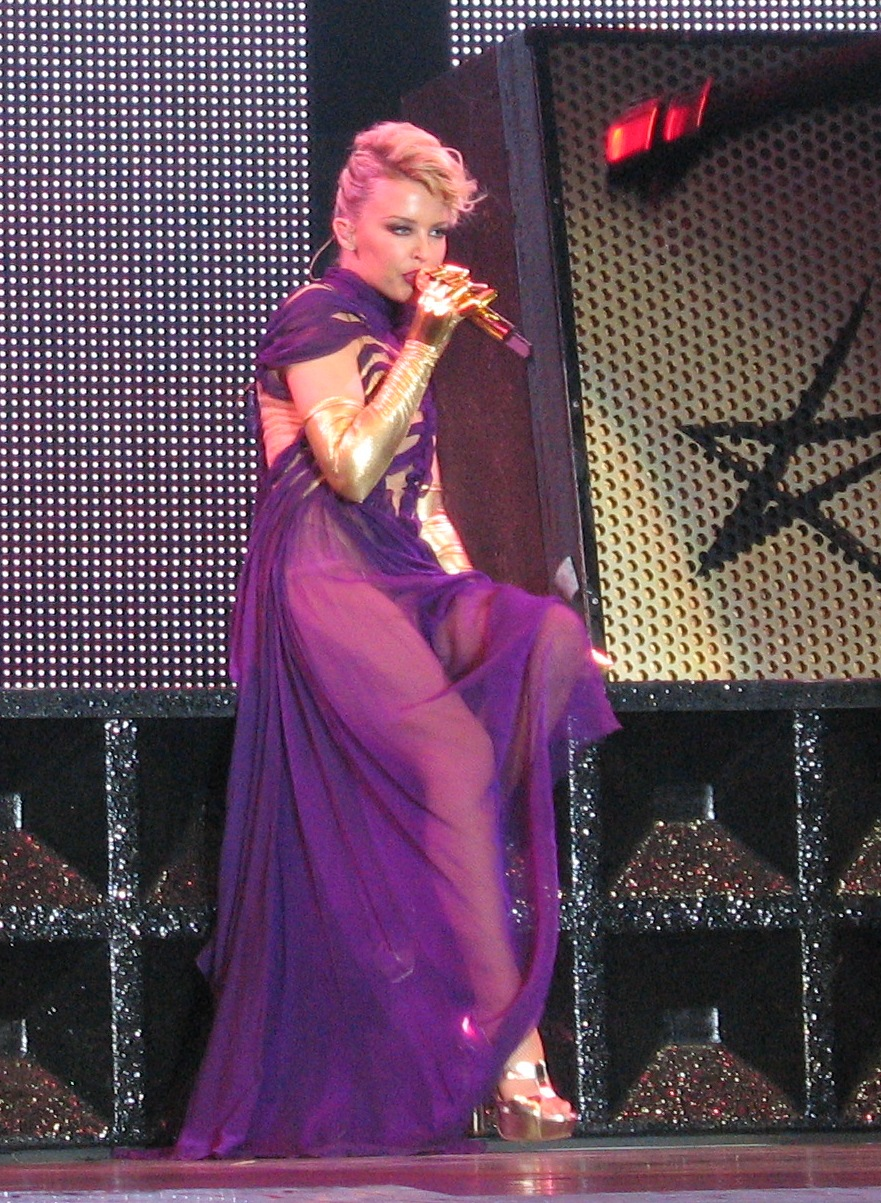
Kylie Minogue under Xlectro Static vid konserten i Sofia, Bulgarien i maj.

| Datum            | Stad             | Land                  | Arena                                     |
| ---------------- | ---------------- | --------------------- | ----------------------------------------- |
| Europa           |                  |                       |                                           |
| 6 maj 2008       | Paris            | Frankrike             | Palais Omnisports de Paris-Bercy          |
| 7 maj 2008       | Antwerpen        | Belgien               | Sportpaleis                               |
| 9 maj 2008       | Stuttgart        | Tyskland              | Schleyerhalle                             |
| 10 maj 2008      | Frankfurt        | Tyskland              | Festhalle                                 |
| 12 maj 2008      | Prag             | Tjeckien              | O2 Arena                                  |
| 14 maj 2008      | Wien             | Österrike             | Wiener Stadthalle                         |
| 15 maj 2008      | Budapest         | Ungern                | Budapest Sports Arena                     |
| 17 maj 2008      | Bukarest         | Rumänien              | Cotroceni Stadium                         |
| 18 maj 2008      | Sofia            | Bulgarien             | Lokomotiv Stadium                         |
| 20 maj 2008      | Istanbul         | Turkiet               | Kuruçeşme Arena                           |
| 22 maj 2008      | Aten             | Grekland              | Terra Vibe Park                           |
| 25 maj 2008      | Zürich           | Schweiz               | Hallenstadion                             |
| 27 maj 2008      | Köln             | Tyskland              | Kölnarena                                 |
| 29 maj 2008      | München          | Tyskland              | Olympiahalle                              |
| 30 maj 2008      | Genève           | Schweiz               | SEG Geneva Arena                          |
| 1 juni 2008      | Lyon             | Frankrike             | Halle Tony Garnier                        |
| 3 juni 2008      | Madrid           | Spanien               | Palacio De Los Deportes                   |
| 5 juni 2008      | Esch-sur-Alzette | Luxemburg             | Rockhal                                   |
| 7 juni 2008      | Hamburg          | Tyskland              | Color Line Arena                          |
| 8 juni 2008      | Köpenhamn        | Danmark               | Forum Copenhagen                          |
| 10 juni 2008     | Oslo             | Norge                 | Spektrum                                  |
| 11 juni 2008     | Stockholm        | Sverige               | Globen                                    |
| 13 juni 2008     | Helsingfors      | Finland               | Hartwall Arena                            |
| 16 juni 2008     | Moskva           | Ryssland              | Olimpijskij                               |
| 18 juni 2008     | Sankt Petersburg | Ryssland              | New Arena                                 |
| 20 juni 2008     | Riga             | Lettland              | Arena Riga                                |
| 22 juni 2008     | Berlin           | Tyskland              | Velodrom                                  |
| 23 juni 2008     | Rotterdam        | Nederländerna         | Ahoy                                      |
| 26 juni 2008     | Belfast          | Nordirland            | Odyssey Arena                             |
| 27 juni 2008     | Belfast          | Nordirland            | Odyssey Arena                             |
| 29 juni 2008     | Belfast          | Nordirland            | Odyssey Arena                             |
| 30 juni 2008     | Belfast          | Nordirland            | Odyssey Arena                             |
| 5 juli 2008      | Glasgow          | Skottland             | Scottish Exhibition and Conference Centre |
| 6 juli 2008      | Glasgow          | Skottland             | Scottish Exhibition and Conference Centre |
| 8 juli 2008      | Glasgow          | Skottland             | Scottish Exhibition and Conference Centre |
| 9 juli 2008      | Glasgow          | Skottland             | Scottish Exhibition and Conference Centre |
| 11 juli 2008     | Manchester       | England               | Manchester Evening News Arena             |
| 12 juli 2008     | Manchester       | England               | Manchester Evening News Arena             |
| 14 juli 2008     | Manchester       | England               | Manchester Evening News Arena             |
| 15 juli 2008     | Manchester       | England               | Manchester Evening News Arena             |
| 17 juli 2008     | Manchester       | England               | Manchester Evening News Arena             |
| 18 juli 2008     | Manchester       | England               | Manchester Evening News Arena             |
| 20 juli 2008     | Newcastle        | England               | Metro Radio Arena                         |
| 21 juli 2008     | Newcastle        | England               | Metro Radio Arena                         |
| 23 juli 2008     | Newcastle        | England               | Metro Radio Arena                         |
| 24 juli 2008     | Newcastle        | England               | Metro Radio Arena                         |
| 26 juli 2008     | London           | England               | The O2                                    |
| 27 juli 2008     | London           | England               | The O2                                    |
| 29 juli 2008     | London           | England               | The O2                                    |
| 30 juli 2008     | London           | England               | The O2                                    |
| 1 augusti 2008   | London           | England               | The O2                                    |
| 2 augusti 2008   | London           | England               | The O2                                    |
| 4 augusti 2008   | London           | England               | The O2                                    |
| Sydamerika       |                  |                       |                                           |
| 1 november 2008  | Bogotá           | Colombia              | Parque Jaime Duque                        |
| 4 november 2008  | Caracas          | Venezuela             | Poliedro de Caracas                       |
| 6 november 2008  | Lima             | Peru                  | Explanada Del Monumental                  |
| 8 november 2008  | São Paulo        | Brasilien             | Credicard Hall                            |
| 13 november 2008 | Santiago         | Chile                 | Estadio Nacional de Chile                 |
| 15 november 2008 | Buenos Aires     | Argentina             | Gimnasia y Esgrima de Buenos Aires        |
| Asien            |                  |                       |                                           |
| 21 november 2008 | Dubai            | Förenade Arabemiraten | Dubai Festival City                       |
| 23 november 2008 | Bangkok          | Thailand              | Muang Thong Thani                         |
| 25 november 2008 | Kallang          | Singapore             | Singapore Indoor Stadium                  |
| 27 november 2008 | Chek Lap Kok     | Hongkong              | AsiaWorld-Arena                           |
| 29 november 2008 | Shanghai         | Kina                  | Hongkou Stadium                           |
| 1 december 2008  | Beijing          | Kina                  | Workers Indoor Arena                      |
| 4 december 2008  | Taipei           | Taiwan                | Taipei Soccer Stadium                     |
| Oceanien         |                  |                       |                                           |
| 8 december 2008  | Auckland         | Nya Zeeland           | Vector Arena                              |
| 9 december 2008  | Auckland         | Nya Zeeland           | Vector Arena                              |
| 14 december 2008 | Sydney           | Australien            | Acer Arena                                |
| 16 december 2008 | Sydney           | Australien            | Acer Arena                                |
| 17 december 2008 | Sydney           | Australien            | Acer Arena                                |
| 19 december 2008 | Melbourne        | Australien            | Rod Laver Arena                           |
| 20 december 2008 | Melbourne        | Australien            | Rod Laver Arena                           |
| 22 december 2008 | Melbourne        | Australien            | Rod Laver Arena                           |
| Europa           |                  |                       |                                           |
| 2 maj 2009       | Ischgl           | Österrike             | Silvrettaseilbahn AG                      |
| Afrika           |                  |                       |                                           |
| 15 maj 2009      | Rabat            | Marokko               | OLM Souissi                               |
| Europa           |                  |                       |                                           |
| 4 juni 2009      | Gdańsk           | Polen                 | Gdańsk Shipyard                           |
| 2 juli 2009      | Madrid           | Spanien               | Plaza de Toros de Las Ventas              |
| 4 juli 2009      | Lisboa           | Portugal              | Pavilhão Atlântico                        |
| 6 augusti 2009   | Skanderborg      | Danmark               | Smukkeste Festival Grounds                |

## Biljettintäkter
| Arena                                     | Stad         | Biljetter Sålda / Tillgängliga | Bruttointäkt (USD) |
| ----------------------------------------- | ------------ | ------------------------------ | ------------------ |
| Palais Omnisports de Paris-Bercy          | Paris        | 17 008 / 17 008 (100%)         | $1 001 035         |
| Sportpaleis                               | Antwerp      | 15 613 / 15 719 (99%)          | $996 383           |
| O2 Arena                                  | Prag         | 17 853 / 17 853 (100%)         | $877 906           |
| Olimpiyskiy                               | Moskva       | 15 900 / 15 900 (100%)         | $904 472           |
| Odyssey Arena                             | Belfast      | 37 536 / 37 536 (100%)         | $3 549 422         |
| Scottish Exhibition and Conference Centre | Glasgow      | 31 080 / 31 080 (100%)         | $2 980 262         |
| Manchester Evening News Arena             | Manchester   | 75 972 / 75 972 (100%)         | $7 268 153         |
| Metro Radio Arena                         | Newcastle    | 35 812 / 35 812 (100%)         | $3 116 320         |
| The O2 Arena                              | London       | 116 375 / 116 375 (100%)       | $9 881 561         |
| Parque Jaime Duque                        | Bogotá       | 6 023 / 7 870 (77%)            | $416 544           |
| Poliedro de Caracas                       | Caracas      | 4 500 / 7 500 (60%)            | $814 912           |
| Credicard Hall                            | São Paulo    | 5 082 / 6 938 (73%)            | $258 062           |
| Singapore Indoor Stadium                  | Kallang      | 7 259 / 10 599 (68%)           | $1 043 518         |
| AsiaWorld Arena                           | Chek Lap Kok | 8 798 / 10 598 (83%)           | $1 070 819         |
| Vector Arena                              | Auckland     | 19 800 / 19 800 (100%)         | $1 187 399         |
| Acer Arena                                | Sydney       | 51 462 / 51 462 (100%)         | $4 194 452         |
| Rod Laver Arena                           | Melbourne    | 36 000 / 36 000 (100%)         | $2 639 839         |
|                                           | Total        | 434 720 / 445 056 (98%)        | $37 111 034        |